# Mosson (rivière)
Pour les articles homonymes, voir Mosson.
La Mosson est un cours d'eau héraultais. Sa source se situe dans la garrigue de la commune de Montarnaud, puis il longe la limite occidentale de la ville de Montpellier pour se déverser dans le Lez et l'étang de l'Arnel à proximité des communes de Palavas-les-Flots et Villeneuve-lès-Maguelone.

## Hydronymie
Son nom est traditionnellement l’Amauçon en occitan et anciennement l'Amançon en français.

## Morphologie
Le bassin côtier couvre une superficie totale de 653 km2. Il est divisé en deux unités hydrologiques aboutissant dans les étangs littoraux, dont le sous-bassin de la Mosson représente 70 % de la superficie et celui du Lez 30 %.
La mosaïque structurale de la région montpelliéraine est entièrement de la période pré-Éocène. L'Éocène fluviatile occupe le fond des bassins des communes d'Aniane et de Sommières. Deux ensembles tectoniques semble avoir séparé le réseau hydrographique, entre les communes de La Boissière, Vailhauquès et Murles avec Murviel-lès-Montpellier. Les régions des communes de Saint-Paul-et-Valmalle et Montarnaud montrent des accidents fossilisés.
La Mosson naît dans la gouttière de la commune de Saint-Paul-et-Valmalle. Elle utilise les bassins éocènes jusqu'à la commune de Grabels. Elle abandonne le sillon pour s'engager dans une percée épigénique entre la commune de Grabels et le quartier de la Paillade (Fontcaude), et dans son cours, elle est surimposée à travers l'extrémité nord-occidentale du massif de la Gardiole. Les vallées sont, ici, des incidents topographiques locaux, créés par des dépressions ou des hauteurs. Le bassin de la commune de Grabels est une cuvette presque fermée qui recouvre un laccolithe (basalte). L'érosion différentielle a déterminé la formation d'un hémicycle dominé par les calcaires blancs. Les cours d'eau n'ont pu modifier ce relief brut.
Durant la période du Jurassique, les contrebas de la commune de La Boissière semblent avoir joué le rôle de glacis aux travers de la naissance de la rivière du Coulazou.

## Géographie

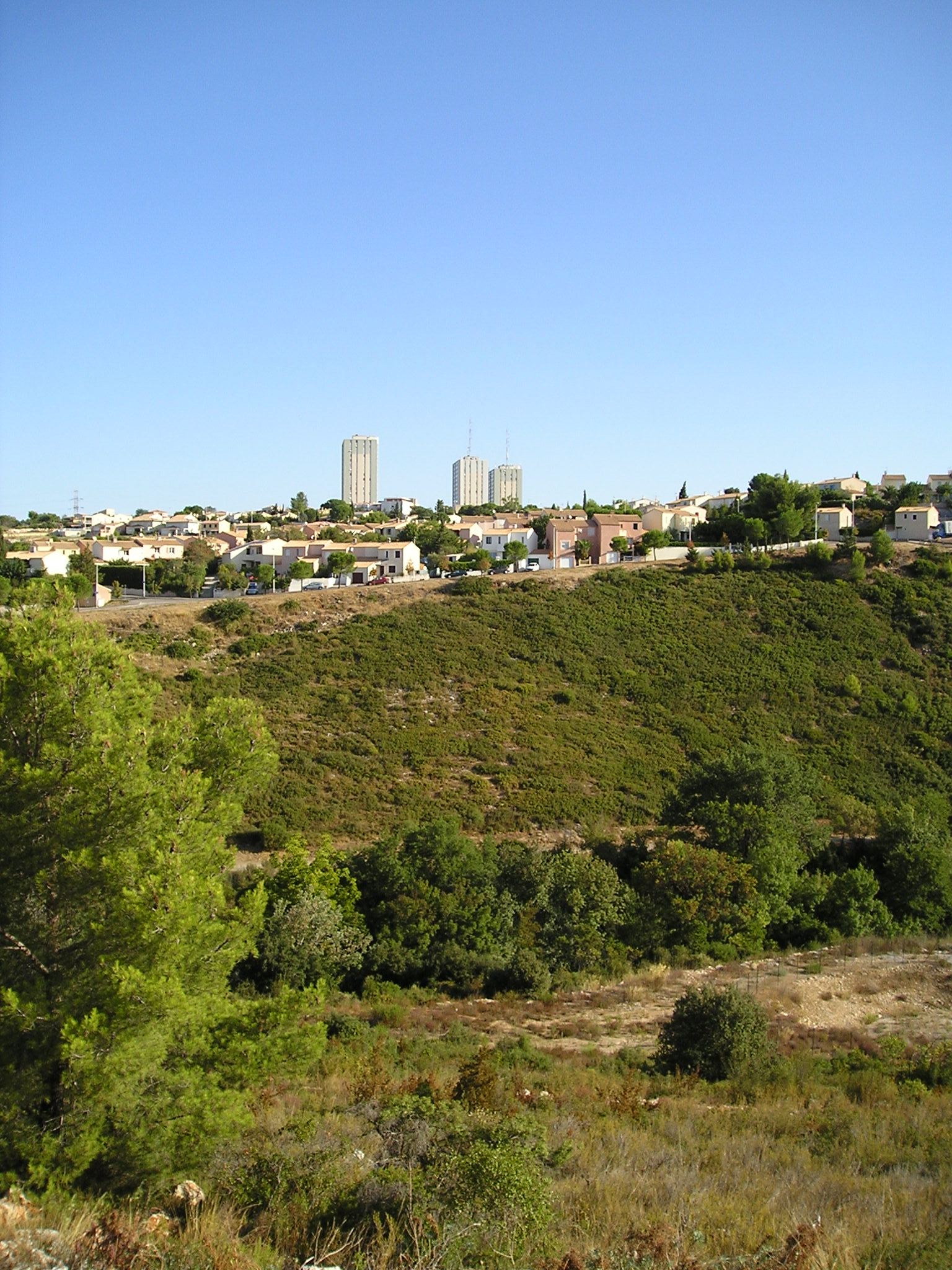
Vue de la rivière Mosson depuis la commune de Juvignac.

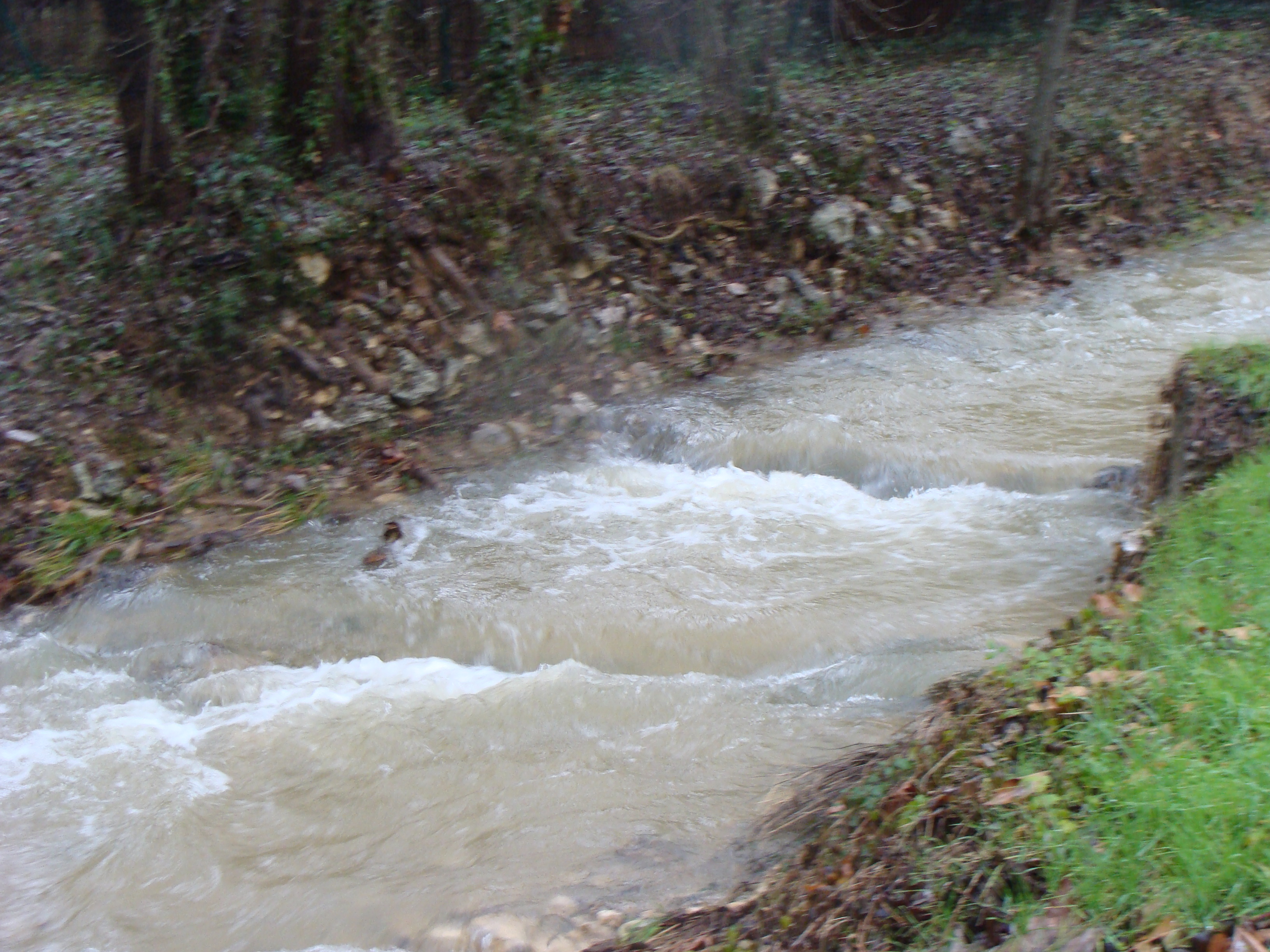
Le ruisseau de Pezouillet à Saint-Gély-du-Fesc.

Située au nord-est de Montpellier, à 185 m d'altitude, cette rivière, longue de 37,6 km, prend sa source dans la garrigue de la commune de Montarnaud. Sans avoir de lieu identifié, c'est une cabane en pierre, la « Font de la Mosson » (43° 39′ 01,97″ N, 3° 41′ 25,27″ E), avenue Fontaine Mosson ou chemin de Font Martinier ou encore chemin de la Baume, qui matérialise la source de la Mosson. Elle traverse les communes de Vailhauquès, Murles et Combaillaux avant d'arriver à Grabels où elle devient pérenne. Dans cette commune se trouve la source de l'Avy ou fesses-madame (43° 38′ 48,63″ N, 3° 47′ 31,61″ E) dont l'eau bleutée, parcourt 200 m avant de se jeter dans la Mosson.
À partir de Grabels et le long du quartier montpelliérain de La Paillade, son cours est encaissé. Elle longe le château de Caunelles , avant d'arriver au passage au droit de la commune de Juvignac, elle retrouve la plaine et passe les ruines d'un pont roman situé à proximité du château Bonnier de la Mosson  à Montpellier.
Entre les communes de Lavérune et de Saint-Jean-de-Védas, un espace d'environ 250 mètres de part et d'autre du cours d'eau n'est pas endigué, dans une zone pourtant densément peuplée, signe certainement d'anciennes inondations du cours d'eau impétueux.
La rivière de la Mosson est à nouveau encaissée entre les communes de Saint-Jean-de-Védas, Fabrègues et Villeneuve-lès-Maguelone. Durant l'année 2016, des travaux sont réalisés pour l'élargissement de l'autoroute A9 dite « La Languedocienne » en tenant compte des forts débits qui peuvent se produire durant les épisodes cévenols.
Avant d'arriver dans la commune de Villeneuve-lès-Maguelone, un pont est aménagé sur la route départementale 612. Ce dernier, classé parmi les monuments historiques , est l'œuvre de l'architecte Jean-Antoine Giral (1713-1787) a qui l'on doit la réalisation de la promenade du Peyrou à Montpellier. Il a été achevé de sa reconstruction en 1778, à la suite des inondations de 1766.
Elle s'élargit à l'arrivée au droit de la plaine de Maurin, sur le territoire de la commune de Lattes. Cet élargissement est dû à la faible pente et à l'approche de l'étang de l'Arnel où elle se jette en partie. Un autre bras de la Mosson se jette dans le Lez.

### Pêche
La température annuelle moyenne de l'eau est de 14,2 °C, comparée à la moyenne nationale de 12,2 °C.
La gestion halieutique offre aux pêcheurs une diversité de carnassiers en quantité, tels que : sandre, brochet, black bass et perche.

### Communes traversées
La rivière de la Mosson, située dans le département de l'Hérault, traverse quatorze communes :
- de l'amont vers aval : Montarnaud, Vailhauquès, Murles, Combaillaux, Grabels, Montpellier, Juvignac, Lavérune, Saussan, Fabrègues, Saint-Jean-de-Védas, Lattes et Villeneuve-lès-Maguelone.

### Principaux affluents
| Géolocalisation                   | Cours d’eau secondaires                   | Cours d’eau tertiaires | Cours d’eau quaternaires                                    |
| --------------------------------- | ----------------------------------------- | --- | ----------------------------------------------------------- |
| 43° 39′ 01,48″ N, 3° 42′ 36,23″ E | Ruisseau des Mages (RD)                   | Ruisseau de Notre-Dame (RD) Ruisseau des Pousses (RG) |                                                             |
| 43° 39′ 24,55″ N, 3° 42′ 55,81″ E | Ruisseau de la Garonne (RG)               | Ruisseau des Corrèges (RG) |                                                             |
| 43° 39′ 25,47″ N, 3° 42′ 58,31″ E | Ruisseau de la Combe de Laur (RD)         | Ruisseau de la Prade (RD) |                                                             |
| 43° 39′ 40,22″ N, 3° 43′ 11,7″ E  | Ruisseau de la Joncasse (RG)              | |                                                             |
| 43° 40′ 07,88″ N, 3° 43′ 59,46″ E | Ruisseau de l’Arnède (RG)                 | Ruisseau de Saint Jean (RG) |                                                             |
| 43° 39′ 56,59″ N, 3° 46′ 01,82″ E | Rieu de Querelle (RD)                     | |                                                             |
| 43° 39′ 57,45″ N, 3° 46′ 53,7″ E  | Ruisseau de la Balajade (RG)              | |                                                             |
| 43° 39′ 59,38″ N, 3° 47′ 13,82″ E | Ruisseau de Miège Sole (RG)               | |                                                             |
| 43° 39′ 46,58″ N, 3° 47′ 24,4″ E  | Ruisseau de Lichauda (ou Pézouillet) (RG) | |                                                             |
| 43° 38′ 30,79″ N, 3° 47′ 55,49″ E | Rieu Massel (RG)                          | Le Redonnel (RG) |                                                             |
| 43° 37′ 19,32″ N, 3° 48′ 27,44″ E | Ruisseau de la Combe du Renard (RD)       | |                                                             |
| 43° 36′ 09,31″ N, 3° 48′ 59,38″ E | Ruisseau de la Fosse (RD)                 | Ruisseau du Mijoulan (RD) |                                                             |
| 43° 34′ 05,18″ N, 3° 48′ 23,34″ E | Ruisseau le Lasséderon (RD)               | |                                                             |
| 43° 33′ 55,05″ N, 3° 48′ 21,49″ E | Ruisseau de la Brue (RD)                  | Ruisseau de Vertoublane (RG) |                                                             |
| 43° 33′ 27,87″ N, 3° 48′ 29,48″ E | Ruisseau du Coulazou (RD)                 | Ruisseau des Cavaliers (RD) Ruisseau du Valladas (RD) Ruisseau de Tourtoulouze (RD) Ruisseau des Hubats (RD) Ruisseau de la Grande Combe (RD) Ruisseau de Révirades (RG) Ruisseau des Touasts (RG) Ruisseau de Combe Escure (RD) Ruisseau de Pisse-Saumes (RG) La Garelle (RD) | Ruisseau de la Prade (RG) Las Fonts (RG) La Capoulière (RG) |
| 43° 32′ 25,92″ N, 3° 53′ 36,77″ E | Rieu Coulon (RG)                          | Ruisseau de Lantissargues (RG) |                                                             |

## Climat
Le bassin est caractérisé par des épisodes climatiques extrêmes et difficiles à anticiper, autant pour les inondations, le maintien de l'écosystème et l'alimentation en eau potable durant la période estivale.
Le climat méditerranéen est caractérisé par sa douceur et par des précipitations généralement faibles, mais surtout mal réparties dans le temps, avec des pluies violentes concentrées sur quelques journées et suivies de longues périodes de sècheresse. La pluviométrie annuelle sur le bassin versant est de 750 mm, les épisodes pluvieux appelés « orages cévenols » peuvent apporter une quantité d’eau très importante dans un espace restreint et seulement en quelques heures. Paradoxalement, les étés sont très secs, les instances administratives publient des arrêtés de restriction d'usage de l'eau. Les incendies sont notoires en fin de période estivale.
Des données climatiques sont mesurées par douze stations météorologiques situées sur les bassins du fleuve du Lez et de la rivière de la Mosson. Trois de ces dernières concernent la rivière de la Mosson, elles sont situées sur les communes de Saint-Gély-du-Fesc (Y311), Montarnaud (Y310) et Villeneuve-lès-Maguelone (Y314).

### Hydrographie

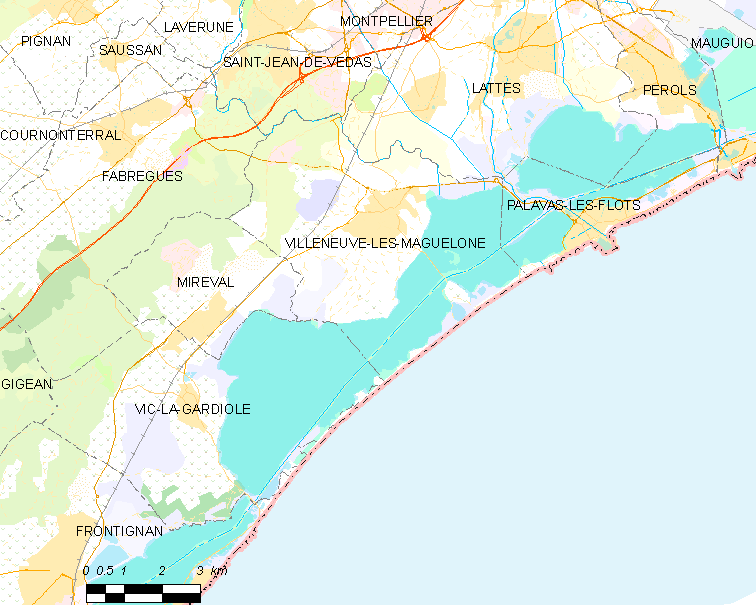
Carte des Étangs palavasiens.

La Mosson est une rivière intermittente, à sa source dans la commune de Montarnaud, durant les mois de mars et avril, les rus peuvent avoir des résurgences plus ou moins importantes en fonction des précipitations accumulées durant l'hiver. En période estivale, il n'y a aucun débit dont les conséquences influent sur la qualité des milieux. Elle longe des terrains agricoles dont certaines zones s’assèchent périodiquement (secteur de la commune de Vailhauquès). Son écoulement ne devient pérenne qu’à partir de la commune de Grabels grâce à des sources telles que « L’Avy », « Fontcaude » et « Martinet » dans la commune de Juvignac. Faisant l’objet d’un classement ZNIEFF, la « Vallée de la Mosson de Grabels à Saint-Jean-de-Védas » longe des environnements urbanisés dans un contexte de milieux préservés avec des espaces boisés et des prairies, dans une continuité de ripisylve dense.
Au niveau de la commune de Villeneuve-lès-Maguelone jusqu’à sa confluence avec le fleuve du Lez, les berges sont endiguées et recalibrées pour permettre des cultures et favoriser l'écoulement de faible pente.
Les quatre affluents majeurs sont :
- Le ruisseau de Pézouillet ou Lichauda (rive gauche, commune de Combaillaux) ;
- Le ruisseau de Lasséderon (rive droite, commune de Lavérune) ;
- Le ruisseau de La Brue (rive droite, commune de Saussan) ;
- Le ruisseau de Coulazou (rive droite, commune de Fabrègues).

La roubine de Vic (Vic-la-Gardiole) est une source karstique du massif de la Gardiole.
La rivière de la Mosson est le dernier affluent du Lez, sur sa rive droite, à l’entrée de la commune de Palavas-les-Flots, avant son embouchure en mer. Un complexe lagunaire constitué de six étangs côtiers est alimenté, en eau douce, par le fleuve du Lez et les rivières de la Mosson et du Coulazou. Ils sont traversés d’est en ouest par le canal du Rhône à Sète et communiquent entre eux via une vingtaine de passes.
Le relief hautement karstique du territoire est une richesse pour l’alimentation en eau potable, son fonctionnement reste encore difficile à appréhender.

### Impacts et inondations
À la station de « la Lauze » dans la commune de Saint-Jean-de-Védas, il a été relevé un débit moyen parmi les plus bas, durant dix jours consécutifs de 0,03 m3/s et mesuré durant une crue centennale un débit de 525 m3/s.
Le bassin versant du fleuve du Lez, de la rivière de la Mosson et des étangs palavasiens, possède une forte concentration de population de l’arc languedocien, il est soumis à de forts changements démographiques. Près de 25 000 personnes sont exposées aux inondations, ce qui représente 6 % de la population du bassin versant sur la base du recensement de la population effectué pour l'année 1999. Les principales zones à risques se situent sur les communes de Montpellier et de Lattes qui concentrent 65 % de la population exposée. Pour le bâti, ce sont les communes de Palavas-les-flots, Lattes, Montpellier, Cournonterral, Fabrègues, Pérols et Pignan qui concentrent 85 % du bâti à risques.
- Septembre et octobre 1907[25] : du 10 septembre au 10 novembre, il est tombé 747 mm de pluie. Ces pluies consécutives provoquent neuf crues, dont trois majeures, le 25 septembre, le 16 octobre et le 10 novembre. L'inondation est d'autant plus spectaculaire que la mer déchaînée refoule les rivières sur plusieurs kilomètres ;
- Septembre 1933 : dans la nuit du 26 au 27, les pluies provoquent la crue de la rivière du Verdanson. Durant la nuit du 30 septembre, des orages diluviens gorgent les rivières et provoquent l'immersion totale de Lattes. Cette inondation a été meurtrière et a fait des dégâts matériels ;
- Décembre 1955 : au pont Juvénal, la côte de 13,80 m a été mesurée soit 5,80 m au-dessus de la côte d'étiage. Cette inondation a fait trois victimes et des dégâts importants ;
- Septembre 1976 : durant la nuit du 23 au 24, après les pluies torrentielles observées au cours de l'après-midi, les inondations qui en découlent avec les pluies de la soirée et de la nuit, dans la région du pic Saint-Loup, envahissent environ une vingtaine de communes. Le débordement du Lez provoque des dégâts catastrophiques ;
- Décembre 2002 : du 10 au 12 décembre, il est mesuré environ 200 mm, sur le bassin du Lez, pour une période de retour de 20 ans. Le 12 décembre, le débit de pointe du Lez, au pont Garigliano (Montpellier), a été évalué à 412 m3/s. Une petite partie des digues protégeant Villeneuve-lès-Maguelone et Maurin ont cédé au cours de ces orages cévenols ;
- Décembre 2003 : cet épisode cévenol se caractérise par la conjugaison de pluies diluviennes avec une forte tempête marine. Il a été mesuré dans les communes de : Montpellier (167 mm), Prades le Lez (150 mm) et Montarnaud (148 mm). Le débit de pointe du Lez, au pont Garigliano (Montpellier), a été estimé à 508 m3/s. Les digues protégeant Villeneuve-lès-Maguelone et Maurin ont à nouveau cédé[26] durant ces fortes pluies, sans faire de victimes ;
- Septembre 2005 : avec des pluies diluviennes, un sauvetage a été effectué par hélicoptère à Prades-le-Lez. Les digues de protection ont partiellement résisté, la commune de Lattes est passée à côté de la catastrophe. Il a été mesuré 250 mm de pluie, pour un débit 500 m3/s sur le Lez, au pont Garigliano, à Montpellier. La ville a été inondée par une crue de période de retour 20 ans ;
- Septembre 2014 : les 29 et 30, il est enregistré, sur les bassins versants, un cumul de pluie de 130 mm à l’amont de la rivière de la Mosson, plus de 200 mm à l'amont et près de 240 mm à l'aval du fleuve du Lez. Les appareils de Météo-France ont enregistré des intensités record à la station météorologique de Fréjorgues : 295 mm sur l’ensemble de l’épisode pluvieux avec une intensité record sans précédent de 252 mm en 3 heures. Le débit du Lez a pratiquement atteint celui de la crue de décembre 2003 à la station de mesure de Garigliano à Montpellier ;
- Octobre 2014 : les 6 et 7, il est relevé la mesure de plus de 250 mm à l’amont du bassin versant de la Mosson (entre Grabels et Montpellier) avec des intensités dépassant les 80 mm en 1 heure et 230 mm en 3 heures. Le débit du Lez a dépassé celui de la crue de décembre 2003, à la station de mesure de Garigliano, à Montpellier. Le débit de la rivière de la Mosson a été estimé à 410 m3/s dans la commune de Juvignac (pour indication : la crue centennale de la Mosson à Juvignac est estimée à 335 m3/s sur sols saturés) ;
- Août 2015 : le 23, ces épisodes cévenol intenses sont très rares à cette période de l’année. Ils se produisent essentiellement de fin septembre à novembre. Il est enregistré 150 mm de pluie sur l’aval du bassin versant (Montpellier à Lattes) sur la totalité de l’événement dont 60 mm en 1 heure. Ces fortes pluies ont entraîné d’importants ruissellements et des crues très rapides et violentes en particulier sur les petits cours d’eau urbains. À Montpellier, la rivière du Verdanson a fait deux victimes ;
- Novembre 2015 : le 3 et 4, sur le bassin versant du Rieumassel de la commune de Grabels, il a été enregistré près de 130 mm de pluie en 5 heures. À l’ouest immédiat de ce cours d’eau, le bassin versant de la rivière de la Mosson a été touché par des lames d’eau comprises entre 70 et 100 mm. Pendant la totalité de l’évènement, il est tombé plus de 170 mm sur le bassin versant du Rieumassel (localement 190 mm) dans la commune de Grabels. À l’ouest immédiat de ce cours d’eau, le bassin versant de la rivière de la Mosson a été touché par des précipitations comprises entre 135 et 160 mm du nord au sud. Aucune victime n'a été signalée.

## Toponyme
- Stade de la Mosson :

Tirant son nom de la rivière voisine, le stade de la Mosson se trouve au sud du quartier de La Paillade. Son club de football est le Montpellier Hérault Sport Club (ancien Montpellier-La Paillade Sport Club). Il est une des victimes des crues de la rivière. En 2002 et 2003, la pelouse et les locaux dont les vestiaires sont envahis par les eaux. En 2003, à la suite des événements de 2002, la pelouse avait dû être remplacée.

## Administration
Énumération, non exhaustive, des différents acteurs ayant la charge de la rivière de la Mosson :
- L'organisme gestionnaire est le Syndicat du bassin du Lez (SYBLE), il a été créé par arrêté préfectoral le 13 juillet 2007 et reconduit en 2009, 2013 et 2015[27].

Demeurant à la Maison Départementale de l’Environnement du Domaine Départemental de Restinclières à Prades-le-Lez (34730). Il a pour missions, la gestion globale de l’eau et des milieux aquatiques sur le bassin versant du Lez, de la Mosson et des étangs palavasiens, de gérer les volets « animation et études d’intérêt général » pour la mise en œuvre des plans d’action du schéma d'aménagement et de gestion des eaux (SAGE) et du programmes d’action de prévention des inondations (PAPI). Depuis l'année 2013, il est reconnu en tant qu’Établissement public territorial de bassin (EPTB) ;
- Le Syndicat mixte des étangs littoraux (SIEL), a été créé à la fin de l'année 1998.

Il est né de la volonté des collectivités locales de s'impliquer dans la préservation des lagunes situées entre Sète et Montpellier : les étangs palavasiens. Il regroupe les communes de Frontignan, Mireval, Vic-la-Gardiole, Villeneuve-lès-Maguelone, Lattes, Pérols et Palavas-les-flots. Toutes sont situées sur le périmètre du SAGE excepté la commune de Frontignan. La vocation du Syndicat mixte des étangs littoraux (SIEL) est la gestion, la mise en valeur et la protection des milieux aquatiques et des zones humides lagunaires ;
- Les autres syndicats et structures intercommunales sont :

Montpellier Méditerranée Métropole, Sète Agglopôle Méditerranée, Communauté de communes du Grand Pic Saint-Loup, Communauté d'agglomération du pays de l'Or, Communauté de communes Vallée de l'Hérault…
- Les acteurs institutionnels sont[27] :
  - Le conseil départemental de l'Hérault qui porte notamment un réseau de suivi de la ressource (qualité des eaux) ;
  - La région Languedoc-Roussillon : rôle de financeur, le Conseil régional d'Occitanie porte notamment le projet « Aqua Domitia » (ressource en eau) ;
  - Les services déconcentrés de l'État, ils sont présents dans la gestion de l’eau : Préfecture, DDTM, ARS, DREAL… ;
  - Les établissements publics : Agence de l'eau Rhône-Méditerranée-Corse, Conservatoire de l'espace littoral et des rivages lacustres, ONEMA…

## Source et références
Source
- « État des lieux et diagnostic du bassin versant » [PDF], sur syble.fr, 2015 (consulté le 7 septembre 2016)

Références
1. 1 2 3  Sandre, « Fiche cours d'eau - La Mosson (Y31-0400) » (consulté le 5 septembre 2016).
2. ↑  [PDF] Rapport d’expertise sur la commune de Grabels, page 15, publié en mai 2015, sur le site herault.gouv.fr (consulté le 5 septembre 2016)
3. 1 2  Banque Hydro - Ministère de l'Écologie, « Synthèse de la Banque Hydro - La Mosson à Saint-Jean-de-Védas (Y3142010) » (consulté le 15 septembre 2016)
4. ↑  [PDF] Bassins versants de la Mosson et du Lez, sur le site Fédération départementale de pêche (consulté le 8 septembre 2016).
5. ↑  Pierre George, « Études morphologiques sur le Bas-Languedoc : la région montpelliéraine », Bulletin de l'Association de géographes français, vol. 13, no 100,‎ 1936, p. 130, 139 (lire en ligne, consulté le 8 septembre 2016).
6. ↑  « Source de la Mosson » sur Géoportail (consulté le 5 septembre 2016).
7. ↑  Carte IGN, Top 25 au 1-25.000ème : Montpellier - Palavas les flots, coll. « 2743ET », septembre 2010 (EAN 9782758522539, présentation en ligne, lire en ligne).
8. ↑  La source de la Mosson, sur le site de la Communauté de communes de la vallée de l'Hérault (consulté le 9 septembre 2016).
9. 1 2  Parcours « La Mosson, de sa source au village », sur le site eedd.fr (consulté le 6 septembre 2016).
10. ↑  Une rivière héraultaise paisible aux crues redoutables, publié par Thierry Arcaix, le 13 octobre 2014, sur le site de la Marseillaise (consulté le 5 septembre 2016).
11. ↑  La source de l'Avy, sur le site de la mairie de Grabels (consulté le 7 septembre 2016).
12. ↑  Déplacement de l’A9 : les travaux à Fabrègues, sur le site des autoroutes Vinci (consulté le 10 septembre 2016).
13. ↑  Pont sur la Mosson, situé sur la route départementale no 612, sur le site du Ministère de la Culture et de la Communication (consulté le 10 septembre 2016).
14. ↑  « Confluence de la Mosson » sur Géoportail (consulté le 5 septembre 2016).
15. ↑  Pêche sur la Mosson, sur le site de la Fédération départementale de pêche (consulté le 8 septembre 2016).
16. ↑  Liste des principaux cours d'eau et leurs affluents., p. 38, 39 et 40.
17. ↑  Contexte climatique., p. 34.
18. ↑  Contexte climatique., p. 35.
19. ↑  Réseau hydrographique., p. 48.
20. ↑  Saint Jean de Védas, statistiques mensuelles sur les débits les plus hauts observés, sur le site rdbrmc.com (consulté le 7 septembre 2016)
21. ↑  Réseau hydrographique., p. 38.
22. ↑  Réseau hydrographique., p. 41.
23. ↑  Contexte hydrogéologique., p. 37.
24. 1 2  Le bassin versant et les inondations, sur le site du Syble (consulté le 9 septembre 2016).
25. ↑  Les crues historiques, sur le site du Syble (consulté le 9 septembre 2016).
26. ↑  [PDF] Description de ruptures de digues consécutives aux crues de décembre 2003, pages 27 et suivantes, sur le site de la Conférence de consensus (consulté le 10 septembre 2016).
27. 1 2 3  [PDF] Les statuts du Syndicat du bassin du Lez, sur le site du Syble (Historique) (consulté le 8 septembre 2016).